# Avraham Nudelmann
Avraham Nudelmann fue un futbolista israelí en la década de 1930 y principios de 1940 cuyo mayor reconocimiento estuvo en ser el primer jugador que marcó un tanto con la selección de Palestina (llamada así por aquel entonces) en un encuentro frente a Egipto. Jugó para el Hapoel Tel Aviv
- Datos: Q8210562